# سيرج تابيكو
سيرج تابيكو (بالفرنسية: Serge Tabekou)‏ (15 أكتوبر 1996 بياوندي في الكاميرون - ) هو لاعب كرة قدم كاميروني في مركز الهجوم. لعب مع نادي سيدان ونادي غينت وأكاديمية أبيجيز ونادي البكيرية.

## وصلات خارجية
- سيرج تابيكو على موقع قاعدة بيانات كرة القدم.إي يو (الإنجليزية)
- سيرج تابيكو على موقع ناشيونال فوتبول تيمز (الإنجليزية)
- سيرج تابيكو على موقع Soccerway.com (الإنجليزية)
- سيرج تابيكو على موقع عالم كرة القدم.نت (الإنجليزية)